# Oliver Schmocker
Oliver Schmocker  (* 1994) ist ein Schweizer Unihockeyspieler, der beim Nationalliga-A-Verein Floorball Köniz unter Vertrag steht.

## Karriere
Schmocker spielte in der Jugend bei Floorball Köniz und wechselte auf die Saison 2009/2010 zum Kantonsrivalen Unihockey Tigers Langnau. Nach der U18 wechselte er in der Saison 2011/12 zurück in die U21-Mannschaft von Floorball Köniz. Zwei Jahre später wurde Schmocker in das Kader der ersten Mannschaft aufgenommen. Im Februar 2018 verlängerte Schmocker seinen Vertrag. 2020 verlängerte er seinen Vertrag mit dem Verein aus der Berner Vorstadt Köniz erneut.